# Islands Kommunistiske Parti (m-l)
 Ikke at forveksle med Islands Kommunistiske Parti.
Islands Kommunistiske Parti (marxister–leninister) (islandsk: Kommúnistaflokkur Íslands (m-l) var et maoistisk politisk parti i Island. Det blev grundlagt som et egentligt parti i april 1976 af 30 delegerede og udsendte et partiprogram i juli samme år.
Partiet udsprang af gruppen Den Kommunistiske Bevægelse M-L (Kommúnistahreyfingin M-L), med initialerne KHML, der blev etableret i foråret 1972 af islandske studerende, som havde stiftet bekendtskab med maoismen i Sverige og Norge. Fra august 1972 til april 1976 kaldte gruppen sig Kommunistisk sammenslutning marxister-leninister (Kommúnistasamtökin marxistarnir-lenínistarnir) forkortet KSML. Gruppen udgav fra 1972 til september 1980 partiavisen Stéttabaráttan (Klassekampen) og fra 1972 til juli 1979 desuden tidsskrift Rauði fáninn (Den Røde Fane). Partiformand var Gunnar Andrésson og generalsekretær Kristján Guðlaugsson.
Partiet havde nære forbindelser til det svenske KPML(r) og i begyndelsen også til Kinas kommunistiske parti, men i 1973 var den diminutive maoistiske bevægelse i Island blevet splittet i to, da Kommunistisk Enhedsfront (m-l) (Einingarsamtök kommúnista (ml) med nære bånd til det norsk Arbeidernes kommunistparti (AKP) dannedes. I 1976 blev begge organisationer omtalt i Peking Review som officielle repræsentanter for revolutionær kommunismen i Island, men i de følgende år tryktes kun udtalelser fra EIK (ml). Efter bruddet mellem Kina og Albanien i 1978, hvor Kommunistisk Enhedsfront (m-l) tog parti for Albanien blev Islands Kommunistiske Parti (m–l) dog igen anerkendt af det kinesiske kommunistparti.
I årene efter Mao Zedongs død i efteråret 1976 forsvandt interessen for maoisme gradvist, og 1979 blev de to grupper lagt sammen til Kommunistsammenslutningen (Kommúnistasamtökin - KS), der blev opløst i 1985.

## Valgresultater
- Altingsvalget 1974: 121 stemmer (0,1 %) som Kommúnistasamtökin m/l[1]
- Altingsvalget 1978: 128 stemmer (0,1 %) som Kommúnistaflokkur Íslands